# José Canseco
José Canseco Capas, Jr. (* 2. července 1964, Havana) je bývalý americký baseballista kubánského původu.

## Život
Jeho rodina v dětství emigrovala z Kuby a usadila se v Miami, kde se začal stejně jako jeho bratr-dvojče Ozzie Canseco úspěšně věnovat baseballu.

### Kariéra
S baseballem začínal na místní Coral Park High School, od osmnácti let hrál Minor League Baseball, kde byl v roce 1985 vyhlášen nejlepším hráčem soutěže, od září téhož roku nastupoval v Major League Baseball za klub Oakland Athletics. Pomohl Oaklandu ke třem prvenstvím v American League v řadě v letech 1988 až 1990, v roce 1989 navíc tým vyhrál Světovou sérii. V roce 1992 z Oaklandu odešel do Texas Rangers, kde strávil dvě sezóny, pak vystřídal kluby Boston Red Sox (1995–1996), Oakland Athletics (1997), Toronto Blue Jays (1998), Tampa Bay Devil Rays (1999–2000), New York Yankees (v roce 2000 zde získal své druhé vítězství ve Světové sérii) a Chicago White Sox (2001). V roce 2006 krátce účinkoval v nezávislé Golden Baseball League, ale výrazněji se neprosadil.

### Ocenění
Canseco byl vyhlášen nejlepším nováčkem American League v roce 1986 a jejím nejužitečnějším hráčem v roce 1988. Šestkrát byl vybrán do all-stars týmu soutěže (1986, 1988, 1989, 1990, 1992 a 1999), čtyřikrát získal Silver Slugger Award pro nejlepšího ofenzivního hráče (1998, 1990, 1991 a 1998). V kariéře zaznamenal 462 homerunů, což ho řadí na 35. místo historické tabulky MLB.

### Po ukončení kariéry
Po odchodu z profesionálního baseballu se začal věnovat mixed martial arts.
Patřil k nejlépe vydělávajícím profesionálním sportovcům své doby, své hrubé příjmy odhadl na 35 milionů dolarů; přesto po skončení kariéry upadl do dluhů a na jeho dům byla uvalena exekuce. Byl známý častými konflikty se zákonem kvůli rvačkám, nebezpečné jízdě a držení drog. V roce 2005 vydal autobiografii Juiced: Wild Times, Rampant 'Roids, Smash Hits & How Baseball Got Big, v níž napsal, že profesionální baseballisté běžně užívají anabolické steroidy.
Namluvil sám sebe v animovaném seriálu Simpsonovi: v epizodě Homer na pálce byl jednou z hvězd MLB, které pan Burns zaměstnal ve své elektrárně, aby posílily firemní baseballový tým.